# Русал
Объединённая компания «Русал» (Российский алюминий, UC Rusal) — российская компания, один из крупнейших в мире производителей первичного алюминия и глинозёма.
Суммарный объём производства заводов компании по выплавке алюминия — 3,75 млн т, по выпуску глинозёма — 7,77 млн т. Основными рынкам сбыта являются Европа, Россия и страны СНГ, Северная Америка, Юго-Восточная Азия, Япония и Корея. Ключевые отрасли-потребители: транспортная, строительная, упаковочная. Компания обладает собственной инженерно-технологической базой. Совместно с казахстанским холдингом «Самрук-Казына» «Русал» владеет предприятием по разработке разреза Экибастузского угольного месторождения «Богатырь». «Русал» владеет 27,8 % акций ГМК «Норильский никель», крупнейшего в мире производителя никеля и палладия и одного из крупнейших производителей платины и меди.
«Русал» входил в двадцатку крупнейших компаний России по объёму рыночной стоимости (капитализации) в 2011 году, и в тридцатку крупнейших компаний России по объёму реализации продукции в 2012 году.
В 2021 году компания вошла в рейтинг журнала Forbes «200 крупнейших частных компаний России 2021», где заняла 11 место с выручкой 619,5 млрд рублей.

## История
Компания «Русал» образовалась в 2000 году, объединив активы «СИБАЛа» Олега Дерипаски и «Millhouse Capital» Романа Абрамовича. Компания вошла в тройку крупнейших в мире алюминиевых компаний и выдавала 3/4 российского производства алюминия.
В современном виде компания создана в 2007 году путём слияния алюминиевых и глинозёмных активов российских компаний «Русский алюминий», «Сибирско-Уральская алюминиевая компания» (СУАЛ) и алюминиевых активов швейцарского сырьевого трейдера Glencore. Объединение активов было завершено 27 марта 2007 года. Новая корпорация сохранила символику «Русского алюминия», крупнейшей из объединившихся компаний и ведет свою историю с 2000 года (с года основания «Русского алюминия»).

### Советский период
Первый в России алюминиевый завод запустили в годы 1-й пятилетки в городе Волхове (1932). В качестве поставщика энергии использовалась местная ГЭС, бокситы для производства глинозёма добывались поблизости (в районе нынешнего города Бокситогорска). В 1933 был запущен аналогичный завод на Украине (в Запорожье). В конце 1930-х начали добычу бокситов на Северном Урале, производство глинозёма и алюминия на Уральском алюминиевом заводе. В годы Великой Отечественной войны из-за потери Запорожского и угрозы захвата Волховского заводов и большой потребности авиационной промышленности в алюминии спешно начали строительство заводов в тыловых районах страны: Краснотурьинске и Новокузнецке.
В послевоенные годы в связи с началом холодной войны и гонкой вооружений потребность в алюминии резко выросла. Из-за большой энергоёмкости производства алюминия сооружение новых предприятий начали в Восточной Сибири и приурочили к строительству гигантских гидроэлектростанций Ангаро-Енисейского каскада. В 1960-х в Красноярске и Братске построили два крупнейших в мире алюминиевых завода. Для обеспечения их глинозёмом, который к этому времени производился в основном из импортного сырья, запустили предприятия в Ачинске и Николаеве. Последний алюминиевый завод, введённый в эксплуатацию в советское время — Саяногорский в Хакасии (1985).
В конце 1980-х СССР занимал первое место в мире по выпуску алюминия (сейчас Россия занимает второе место после Китая).
Управление алюминиевыми заводами в СССР осуществлял главк Алюминпром Министерства цветной металлургии. Несмотря на большие собственные потребности, Советский Союз экспортировал около 15 % производимого алюминия за рубеж.

### 1990-е годы
С масштабной приватизацией госпредприятий, начало которой приходится на 1993 год, алюминиевая отрасль также переходит в частную собственность.
В 1994 году гендиректором Саяногорского алюминиевого завода становится Олег Дерипаска, которые ранее занимался торгами на «Московской товарной бирже» и возглавлял компанию «Росалюминпродукт». Предположительно тогда у него появилась идея создания в России крупнейшей в мире алюминиевой компании.
В 1997 году на базе Саяногорского алюминиевого завода была основана компания «Сибирский алюминий» («Сибал»). В её состав входят крупнейший в России производитель фольги «Саянская фольга» и Дмитровский опытный завод алюминиевой консервной ленты (Московская область). «Сибал» начинает строительство предприятия «Ростар» — завода по выпуску алюминиевых банок.
В 1998 году в состав «Сибирского алюминия» входит Самарский металлургический завод, крупнейший в Европе производитель алюминиевого проката.
В 1999 году «Сибирский алюминий» приобретает пакет акций украинского Николаевского глиноземного завода, одного из крупнейших поставщиков сырья для производства алюминия.

### Сибирско-Уральская алюминиевая компания
Сибирско-Уральская алюминиевая компания образована в 1997 году путём объединения заводов в Шелехове и Каменске-Уральском, в дальнейшем приобрела ряд других (в основном небольших) предприятий в России и Запорожский алюминиевый комбинат. К 2007 контролировала 20 % алюминиевых мощностей в России.

### 2000-е годы
В 2000 году была образована компания «Русал», в которой объединились активы компаний «Сибирский алюминий» и «Сибнефть».
Включила в свой состав наиболее крупные предприятия алюминиевой промышленности России и Украины: заводы в Братске, Красноярске, Саяногорске и Николаеве. В дальнейшем компания начала активную экспансию за рубеж.
К 2002 году в состав компании уже входят фольгопрокатный завод АРМЕНАЛ в Армении и Белокалитвинское металлургическое объединение (БКМПО). В том же году под управление «Русала» переходят два гвинейских предприятия — боксито-глиноземный завод Friguia и горнодобывающий комбинат КБК. Производственная база компании расширяется за счет приобретения контрольного пакета акций Новокузнецкого алюминиевого завода (НкАЗ). Меняется и структура компании — Роман Абрамович продает «Базовому элементу» Олега Дерипаски 25 % алюминиевой компании, через два года оставшиеся 25 % акций «Русала» также были проданы Дерипаске.
В 2004 году «Русал» получил разрешение на разработку бокситовых месторождений в Гайане — в результате образовано новое предприятие — Компания бокситов Гайаны (КБГ).
В 2005 году компания приобрела у Kaiser Aluminium 20 % акций австралийского завода Queensland Alumina Limited (QAL), второго по величине глиноземного предприятия в мире. Одновременно завершается сделка по продаже компании Alcoa двух прокатных заводов — СМЗ и БКМПО.
В 2006 году «Русал» приобрел 56,2 % итальянского глиноземного завода Eurallumina, завершает сделку по покупке катодного завода в китайской провинции Шаньси, становится владельцем контрольного пакета акций горнодобывающего предприятия Aroaima Mining Company в Гайане, а также покупает Бокситогорский алюминиевый завод. Кроме того, в 2006 году «Русал» запустил «Хакасский алюминиевый завод» в Саяногорске. В этом же году «Русал» подписал соглашение с «ГидроОГК» (с 2008 — «Русгидро») о совместной реализации проекта БЭМО — энергометаллургического комплекса в Красноярском крае, включающего Богучанскую ГЭС и «Богучанский алюминиевый завод».
К 2007 году контролировала 80 % алюминиевых мощностей в России. 8 февраля 2019 года компания «Русал» по итогам 2018 года увеличила производство алюминия на 1,3 %, до 3,753 млн т. Соответствующие данные приводятся в отчёте компании, распространённом на Гонконгской фондовой бирже.

### Объединенная компания «Русал»
В марте 2007 года было завершено объединение «Русала» и «СУАЛа» (к 2007 контролировала 20 % алюминиевых мощностей в России) с глиноземными активами швейцарской Glencore. Образованная в результате слияния объединенная компания «Русал» стала крупнейшим в мире производителем алюминия.
«Русал» и казахский холдинг «Самрук» создали совместное предприятие по добыче угля на Экибастузском каменном месторождении. Кроме того, компания запускает производство на заводе ALSON в Нигерии и вводит в эксплуатацию два новых корпуса электролиза на «Ирказе», а в марте приобретает китайский завод по производству катодных блоков «Тайгу Катод».	
Также в 2007 году «Русал» приобрел у группы «Онэксим» более 25 % компании «Норникель», дополнительно осуществив диверсификацию.

### Кризис 2008—2009 годов
Компания столкнулась с серьёзными трудностями в ходе экономического кризиса конца 2000-х годов. Алюминиевый производитель допускал нарушения условий по ряду кредитных договоров (в частности, в октябре 2009 года были нарушены ковенанты по кредиту в 4,5 млрд $, который был взят на приобретение 25 % акций «Норильского никеля»).
Спрос и цена на алюминий снизились до исторического минимума, что отразилось на финансовом состоянии компании и повлекло за собой напряжение в отношениях с кредиторами. «Альфа-банк» даже подавал в арбитражные суды заявления о признании банкротом дочерних компаний «Русала» (впрочем, после возврата просроченных кредитов эти заявления банк отозвал).
В октябре-декабре 2009 года UC Rusal подписала ряд соглашений с российскими и иностранными банками о реструктуризации кредитной задолженности на общую сумму 16,8 млрд $. Так, долг перед рядом иностранных банков суммой 7,4 млрд $ был реструктурирован сроком на четыре года с правом пролонгации ещё на три. Всего в реструктуризации приняло участие более 70 кредитных институтов, было пересмотрено около 50 кредитных соглашений.

### Первичное размещение акций
В конце января 2010 года «Российский алюминий» провёл IPO на Гонконгской фондовой бирже, став публичной компанией. В ходе размещения акций компания продала 10,6 % акций, выручив за них 2,24 млрд $ (соответственно, вся компания была оценена в 21 млрд $). Крупнейшими инвесторами в ходе IPO стали Внешэкономбанк и ливийский государственный фонд Libyan Investment Authority, купившие соответственно 3,15 % и 1,43 % акций. Ожидается, что вырученные от IPO средства UC Rusal направит на погашение долгов.
По итогам IPO изменились доли прежних основных акционеров компании — каждый из них выделил для реализации инвесторам часть своего пакета пропорционально своей доле. Доля компании En+ Group, контролируемой Дерипаской, уменьшилась с 53,35 % до 47,59 %, доля Группы ОНЭКСИМ, которой владеет Михаил Прохоров, упала с 19,16 % до 17,09 %, доля SUAL Partners Виктора Вексельберга и партнёров — с 17,78 % до 15,86 %, Glencore International — с 9,7 % до 8,65 %.
Кроме того, глобальные депозитарные акции компании в 2010 году начали торговаться на бирже NYSE Euronext в Париже. В декабре 2010 года РДР (российские депозитарные расписки) ОК «Русал» начинают торговаться на ММВБ и РТС.

### Период 2011—2013 года
В октябре 2011 года «UC Rusal» рефинансировала свой кредитный портфель на общую сумму 11,4 млрд $. В частности, компания погасила задолженность перед консорциумом международных кредиторов по соглашению о реструктуризации (International Override Agreement), преимущественно за счёт средств синдицированного кредита в размере 4,75 млрд $ от международных и российских банков.
Однако в 2012 году падение цен на металл на LME на 15,7 % поставило на грань рентабельности значительную долю мирового алюминиевого производства.
Чтобы минимизировать негативное влияние внешних факторов, «Русал» принял долгосрочную программу замены неэффективных мощностей по производству первичного алюминия на современные производства, которая предусматривала общее сокращение 275 тыс. т первичного алюминия на Надвоицком, Богословском, Волховском и Новокузнецком алюминиевых заводах.
По состоянию на конец 2013 года чистый долг компании составлял 10,1 млрд $.

### 2014—2018 годы
В течение 2014 года за счёт реализации мер по снижению издержек, а также сокращения неэффективных мощностей, «Русал» снизил себестоимость производства, увеличил EBIDTA и маржу, а уже во втором квартале 2014 года получил чистую прибыль — впервые за пять предшествующих кварталов.
В 2014 году «Русал» завершил рефинансирование долга — компании удалось существенно улучшить структуру долга, увеличить средний срок погашения с 2 до 4,4 лет, а также продлить льготный период до 2016 года.
Компания объявила о завершении совместного с «Русгидро» строительства Богучанской ГЭС.
В 2016 году компания продолжила реализацию стратегии по увеличению производства алюминиевой продукции высокого передела — с правительством Красноярского края был подписан протокол о намерениях по созданию инновационной промышленной территории Красноярская технологическая долина.
В этом же году компания продала ямайский боксито-глиноземный комплекс Alpart китайской государственной промышленной группе JISCO.
Стратегия компании производить больше продукции с добавленной стоимостью также отразилась в соглашении с немецкой компанией Sauer GmbH о намерениях в области развития технологии 3D-печати с применением алюминия для промышленного использования.
Кроме того, также в 2016 году «Русал» и «ЭЛКА-Кабель» подписали соглашение о создании совместного предприятия по производству кабельно-проводниковой продукции «Богословский кабельный завод».
В 2017 году «Русал» выпустил две серии еврооблигаций. Первый выпуск, стоимостью 600 млн $, был осуществлён в феврале, затем второй в апреле — стоимостью 500 млн $. Третий выпуск 5-летних еврооблигаций на сумму 500 млн $ компания провела в январе 2018 года.
В феврале 2017 года объявили планы продажи семилетних облигаций на 10 млрд юаней в Китае. Это сделало «Русал» первой иностранной компанией, выпустившей облигации, номинированные в юанях.
В середине 2017 года «Русал» закрыл программу российских депозитарных расписок на Московской бирже. Программа РДР была запущена компанией и Сбербанком России в декабре 2010 года с целью обеспечения доступа к торгующимся на Гонконгской фондовой бирже акциям «Русала» широкого круга инвесторов, ориентированных на российские акции. В результате на Московской бирже торгуются обыкновенные акции компании.
В 2017 году «Русал» приобрёл «Красноярский завод по производству дисков СКАД».
В 2017 году «Русал» и НИТУ «МИСиС» создали «Институт легких материалов и технологий», который стал площадкой для научно-исследовательских и опытно-конструкторских работ (НИОКР) по развитию современных технологий в области металлургии.
В начале 2018 года «Русал» выделил в своей структуре подразделение «Даунстрим», куда вошли предприятия компании по производству фольги и тары, а также порошков и колесных дисков.
В начале апреля 2018 года «Русал» принял решение произвести добровольный делистинг глобальных депозитарных акций с биржи Euronext в Париже. Данное решение часть стратегии по концентрации ликвидности акций компании на торговых площадках в Гонконге (ГКБФ) и Москве (Московская биржа).
В 2018 году продолжилось и развитие производственных мощностей компании: в апреле началась добыча бокситов на Верхне-Щугорском месторождении в Республике Коми (балансовые запасы около 65 млн т руды).
В июне 2016 года, спустя 6 лет после приостановки и несмотря на санкции OFAC, возобновлена работа боксито-глиноземного комплекса (БГК) «Фригия» в Гвинее (проектная мощность комплекса составляет 650 тыс. т глинозема и 2,1 млн т бокситов в год).
Также в июне 2018 года начался экспорт бокситов с бокситового месторождения Диан-Диан в Гвинее. В рамках первого этапа, помимо ввода в эксплуатацию рудника мощностью 3 млн т бокситов в год, была построена вся сопутствующая инфраструктура (в частности, автодороги и железнодорожной ветки) по перевозке и складированию руды. Диан-Диан является крупнейшим в мире месторождением бокситов с объемом доказанных запасов 564 млн т.

### 2018—2019 годы
6 апреля 2018 года в составе всех активов Олега Дерипаски «Русал» был включён в список лиц и организаций, находящихся под санкциями США. 21 июля министр финансов США Стивен Мнучин заявил, что главная цель санкций не закрытие предприятий, а ограничение деятельности Олега Дерипаски. Однако уже в первые месяцы после объявления санкций «Русал» был вынужден сократить отгрузки готовой продукции, а заключение новых соглашений с клиентами стало затруднено. Одним из результатов ограничительных мер со стороны США стало закрытие Надвоицкого алюминиевого завода (предприятие «Русский радиатор» на базе завода продолжило свою работу), а также сокращение производства на АРМЕНАЛе. Деловые круги и правительства стран присутствия компании неоднократно выражали озабоченность ситуацией вокруг «Русала», а также стремительным ростом цен на алюминий и глинозем в результате включения «Русала» в санкционные списки. 4 января 2019 года послы Европейского союза, Германии, Франции, Великобритании, Италии, Швеции, Ирландии и Австрии направили председателю комитета Конгресса США по внешней политике Элиоту Энджелу коллективное письмо, в котором заявили о важности снятия санкций с компании «Русал» и его материнской компании En+, так как европейские компании не должны страдать от этого. В апреле 2018 года цена на алюминий на LME обновила 6-летний рекорд и превысила 2300 $/т.
27 апреля 2018 года председатель совета директоров En+ Group Грегори Баркер представил план по выводу компании из санкционных списков США («План Баркера»). План предусматривал, среди прочего, снижение пакета акций Олега Дерипаски до уровня ниже 50 % и назначение независимых директоров в совет директоров En+ Group. 19 декабря 2018 года министерство финансов США уведомило Конгресс США о намерении снять санкции с En+ Group после изменения корпоративной структуры группы компаний, согласованной США.
20 декабря 2018 года акционеры En+ Group поддержали перерегистрацию группы компаний с острова Джерси на остров Октябрьский в Калининградской области Российской Федерации. 8 февраля 2019 года вновь сформированный в соответствии с требованиями США совет директоров En+ Group подтвердил решение о перерегистрации En+ и «Русала» на территории России.
В январе 2019 года «Русал», а также En+ Group были исключены из санкционного списка, что является прецедентом.

### 2019 год — настоящее время
После исключения из санкционного списка OFAC «Русал» столкнулся с необходимостью заново налаживать взаимоотношения с клиентами и восстанавливать контрактные обязательства
.
В марте 2019 года в рамках Красноярского экономического форума состоялся официальный запуск в промышленную эксплуатацию первой серии «Богучанского алюминиевого завода» (БоАЗ), построенного в составе «Богучанского энерго-металлургического объединения» (БЭМО) усилиями "Русал"а и «Русгидро». Проектная мощность первой серии БоАЗ — 298 тыс. т алюминия в год.
«Русал» продолжил наращивание производственных мощностей и за рубежом: в частности, компания и американский холдинг «Braidy Industries Inc.» объявили о намерении создать совместный проект по производству продукции плоского проката для американской автомобильной промышленности в Ашленде, штат Кентукки, США. Проектная мощность прокатного завода составит тыс. т ленты горячего проката и 300 тыс. т готовой продукции холодного проката в год. Продукция завода будет предназначена для американской автомобильной индустрии, а сам прокат будет изготавливаться из металла Тайшетского алюминиевого завода, возведение которого «Русал» планирует завершить к концу 2020 года.
В мае 2019 года «Русал» получил лицензию на разработку Горячегорского нефелинового месторождения в Красноярском крае. По предварительным оценкам, запасы месторождения обеспечат загрузку комбината на более чем 60 лет работы.
В феврале 2021 года «Русал» подписал соглашение о покупке активов «Aluminium Rheinfelden».
В сентябре 2024 года «Русал» объявил о разработке алюминиевого вагона метро.

## Собственники и руководство
Обыкновенные акции компании торгуются на Гонконгской фондовой бирже, РДР на акции торгуются на Московской бирже. Акции и РДР способны конвертироваться друг в друга.
По состоянию на конец 2023 года 56,88 % акций компании принадлежит энергетическому холдингу En+ Group, акционерам Sual Partners — 25,52 %, остальные 17,6 % находятся в свободном обращении.
В 2019 году председателем совета директоров стал Жан-Пьер Тома, однако вскоре на этом посту его сменил независимый директор Бернард Зонневельд.
Генеральным директором компании с ноября 2018 года является Евгений Никитин, ранее возглавлявший алюминиевый дивизион компании (с мая 2018 года он также являлся исполняющим обязанности генерального директора компании).
В 2020 году базовое вознаграждение председателя совета директоров Бернарда Зонневельда составило 123,7 млн руб., оно стало самым большим в российских компаниях.
В 2022 году Леонард Блаватник продал свою долю в UC Rusal. Ему принадлежало около 1,2 млрд (около 8 %) акций UC Rusal. Стоимость доли на рынке в конце 2022 года составляла 610 млн $.

### Регистрация
До 2019 года компания была зарегистрирована в юрисдикции на британском офшоре на острове Джерси (Нормандские острова). По данным газеты «Ведомости», регистрация головной компании UC Rusal и основного трейдера группы на острове Джерси, а также применение толлинговой схемы позволял минимизировать налоговые выплаты: эффективная ставка налога на прибыль в 2010 году составила лишь 2 %.
20 декабря 2018 года акционеры En+ Group поддержали перерегистрацию группы компаний с острова Джерси на остров Октябрьский в Калининградской области Российской Федерации. 8 февраля 2019 года совет директоров подтвердил решение о перерегистрации En+ и «Русала» на территории России.
Штаб-квартира компании расположена в Москве.

## Деятельность

### Структура компании[23]
| Страна       | Название                        | Площадка               | Год запуска | Производство, тыс. т |
| ------------ | ------------------------------- | ---------------------- | ----------- | -------------------- |
| Флаг России  | Красноярский алюминиевый завод  | Красноярск             | 1964        | 1008                 |
| Флаг России  | Братский алюминиевый завод      | Братск                 | 1966        | 1006                 |
| Флаг России  | Богучанский алюминиевый завод   | пос. Таёжный           | 2016        | 588                  |
| Флаг России  | Иркутский алюминиевый завод     | Шелехов                | 1962        | 529                  |
| Флаг России  | Саяногорский алюминиевый завод  | Саяногорск             | 1985        | 524                  |
| Флаг России  | Новокузнецкий алюминиевый завод | Новокузнецк            | 1943        | 322                  |
| Флаг России  | Хакасский алюминиевый завод     | Саяногорск             | 2006        | 297                  |
| Флаг России  | Волгоградский алюминиевый завод | Волгоград              | 1959        | 168                  |
| Флаг России  | Кандалакшский алюминиевый завод | Кандалакша             | 1951        | 76                   |
| Флаг Швеции  | Kubikenborg                     | Сундсвалль             | 1943        | 128                  |
| Флаг Нигерии | ALSCON (заморожен)              | Икот Абаси (Аква-Ибом) | 1997        | ---                  |

| Страна         | Название                            | Площадка          | Год запуска | Производство, тыс. т |
| -------------- | ----------------------------------- | ----------------- | ----------- | -------------------- |
| Флаг России    | Ачинский глинозёмный комбинат       | Ачинск            | 1970        | 1100                 |
| Флаг России    | Богословский алюминиевый завод      | Краснотурьинск    | 1944        | 1052                 |
| Флаг России    | Уральский алюминиевый завод         | Каменск-Уральский | 1939        | 768                  |
| Флаг России    | Бокситогорский глинозёмный комбинат | Бокситогорск      | 1938        | 165                  |
| Флаг Австралии | Queensland Alumina Ltd (20 %)       | Гладстоун         | 1967        | 4058                 |
| Флаг Ирландии  | Aughinish Alumina                   | Огиниш            | 1983        | 1927                 |
| Флаг Украины   | Николаевский глинозёмный комбинат   | Николаев          | 1980        | 1601                 |
| Флаг Ямайки    | Windalco                            | Кирквайн          | 1953        | 1210                 |
| Флаг Италии    | Eurallumina                         | Портовесме        | 1973        | 1100                 |
| Флаг Гвинеи    | Глинозёмный завод во Фрие           | Фриа              | 1960        | 650                  |

| Страна      | Название                          | Площадка                        | Год запуска | Производство, тыс. т |
| ----------- | --------------------------------- | ------------------------------- | ----------- | -------------------- |
| Флаг России | Кия-Шалтырский нефелиновый рудник | Белогорск (Кемеровская область) |             | 4660                 |
| Флаг России | Севуралбокситруда                 | Североуральск                   | 1938        | 3000                 |
| Флаг России | Боксит Тимана                     | район Ухты                      | 1997        | 1900                 |
| Флаг Гвинеи | Компания бокситов Киндии          | Киндиа                          | 1974        | 3300                 |
| Флаг Гвинеи | Глинозёмный завод во Фрие         | Фриа                            | 1960        | 2100                 |
| Флаг Гайаны | Bauxite Company of Guyana Inc     | Джорджтаун                      | 2004        | 1700                 |

| Страна       | Название         | Площадка   | Год запуска | Производство, тыс. т |
| ------------ | ---------------- | ---------- | ----------- | -------------------- |
| Флаг России  | САЯНАЛ           | Саяногорск | 1995        | 38                   |
| Флаг России  | Уральская фольга | Михайловск | 2003        | 15,6                 |
| Флаг России  | Саянская фольга  | Дмитров    | 1997        | 3                    |
| Флаг Армении | АРМЕНАЛ          | Ереван     | 2000        | 25                   |

Производство кремния и порошковая металлургия:
- Кремний
- Суал-Кремний-Урал
- Порошковая металлургия — Шелехов
- Порошковая металлургия — Волгоград
- Порошковая металлургия — Краснотурьинск

Энергетическое подразделение:
- БЭМО

### Кредитные рейтинги
После снятия санкций США западные агентства вернули «Русалу» стабильные кредитные рейтинги. По состоянию на май 2019 года S&P и Fitch присвоило «Русалу» оценку BB-, по рейтингу Moody’s — Ba3. 
В 2022 году в связи с уходом западных рейтинговых агентств с российского рынка эти рейтинги были отозваны. Рейтинговое агентство АКРА в 2022 году присвоило МКПАО «ОК Русал» рейтинговую оценку A+(RU) со стабильным прогнозом, которая подтверждалась в 2023-2025 годах.
В 2025 году китайское рейтинговое агентство Dagong Global Credit Rating присвоило «Русалу» кредитный рейтинг AAA по китайской национальной шкале и iBBB+ по международной шкале со стабильным прогнозом.

### Показатели деятельности
В 2017 году компания произвела 3,707 млн т алюминия, 7,773 млн т глинозёма
В 2018 году компания произвела 3,75 млн т алюминия, 7,8 млн т глинозёма и 13,85 млн т бокситов.
По итогам 2017 года скорректированная чистая прибыль UC Rusal составила 1,077 млрд $, что почти в 3,7 раза больше, чем в 2016 году (292 млн $), следует из отчетности компании. Выручка UC Rusal увеличилась до 9,969 млрд $ против 7,983 млрд $ годом ранее.
На фоне роста цен на алюминий и высокого спроса на металл скорректированная EBITDA UC Rusal по итогам года увеличилась на 42,4 % до 2,12 млрд $, что является лучшим результатом с 2012 года.
На долю компании в 2018 году приходилось 5,8 % мирового производства алюминия и 6,2 % мирового производства глинозёма.
Чистая прибыль «Русал» за 2018 год выросла на 39 % и составила 1,7 млрд $ по сравнению с предыдущим годом, следует из финансовой отчетности по международным стандартам, опубликованной компанией.
Чистая прибыль "Русала" в 2024 году составила $803 млн по сравнению с $282 млн годом ранее, нормализованная прибыль, учитывающая стоимость доли в "Норникеле" (GMKN), выросла на 89%, до $1,33 млрд.
EBITDA увеличилась на 90%, до $1,49 млрд.

## Производственные показатели
| Млн т                  | 2018 | 2017 | 2016 | 2015 | 2014 | 2013 | 2012 | 2011 | 2010 | 2009 | 2008 |
| ---------------------- | ---- | ---- | ---- | ---- | ---- | ---- | ---- | ---- | ---- | ---- | ---- |
| Производство бокситов  | 13,8 | 11,6 | 12,2 | 12,1 | 12,1 | 11,4 | 12,4 | 13,5 | 11,8 | 11,3 | 19,1 |
| Производство глинозема | 7,8  | 7,8  | 7,5  | 7,4  | 7,3  | 7,3  | 7,5  | 8,2  | 7,8  | 7,3  | 11,3 |
| Производство алюминия  | 3,8  | 3,7  | 3,7  | 3,6  | 3,6  | 3,9  | 4,2  | 4,1  | 4,1  | 3,9  | 4,4  |

## Ключевые проекты компании

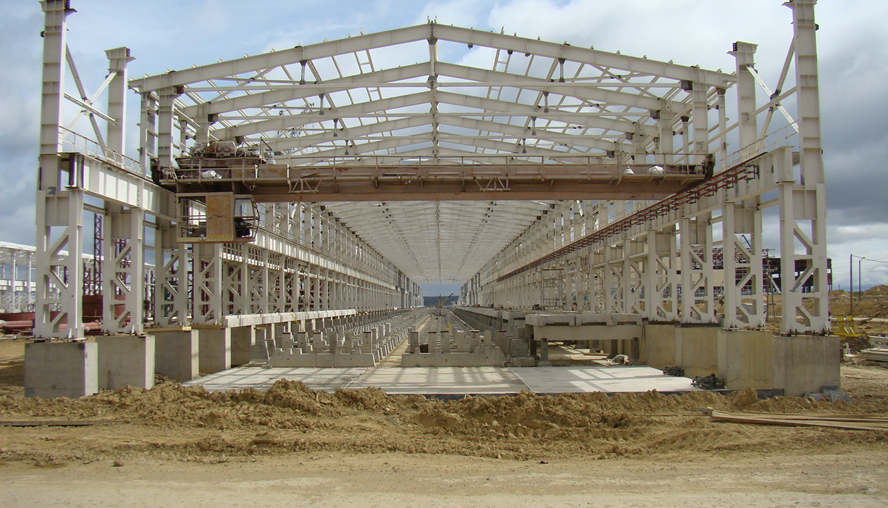
Строящийся цех электролиза № 1 Богучанского алюминиевого завода в Красноярском крае, Россия.

- В ноябре 2017 года компания объявила о запуске бренда низкоуглеродного алюминия Allow, который отличается существенно более низким «углеродным следом» — удельным объемом выбросов парниковых газов при производстве металла, чем в среднем по отрасли. Углеродный след продукции ALLOW составляет менее 4 т в эквиваленте CO2 на тонну произведенного алюминия, в то время как в среднем в мире значение этого показателя составляет около 12 т в эквиваленте CO2 на тонну произведенного алюминия (учитываются прямые и косвенные энергетические выбросы от алюминиевых заводов)[59].
- Строительство Хакасского алюминиевого завода.
- Строительство 5-й очереди «ИркАЗа».
- Реализация совместно с «Русгидро» проекта БЭМО по строительству Богучанской ГЭС и Богучанского алюминиевого завода мощностью 588 тыс. т в Красноярском крае[60]. Стоимость проекта — более 2 млрд $, первая очередь завода введена в строй в 2016 году[61].
- Строительство «Тайшетского алюминиевого завода» мощностью 750 тыс. т в год в Тайшете (Иркутская область)[62]. Запуск планируется в 2020 году[63].
- Переход с технологии Содерберга (РА-300) на технологии РА-400 («Экологичный Содерберг») и РА-550.
- С 2016 года компания совместно с правительством Красноярского края реализует проект Красноярской технологической долины, где будет сформирован промышленный кластер по глубокой переработке алюминия с привлечением российских и иностранных инвесторов.

### Универсиада
Зимняя Универсиада-2019 проходила в Красноярске. Компания выступила официальным поставщиком наградных комплектов Студенческих игр и партнёром культурной программы спортивного праздника. Медали были выполнены из инновационного алюминиевого сплава и покрытием из драгоценных металлов, а также украшены кристаллом Swarovski. Всего «Русал» поставил более 1400 наградных и подарочных медалей разного достоинства, более 1400 наградных значков, а также футляры для медалей и значков.

### Вклад в борьбу с лихорадкой Эбола
После вспышки лихорадки Эбола в Гвинее «Русал» начал оказывать активную помощь в борьбе с эпидемией. В частности, был создан научно-исследовательский лабораторный комплекс для борьбы с особо опасными инфекциями. В сотрудничестве с Роспотребнадзором и его научными подразделениями лаборатория создана на базе Научного клинико-диагностического центра эпидемиологии и микробиологии (НКДЦЭМ), построенного «Русалом» в 2015 году для борьбы с эпидемией Эболы на территории Гвинеи. Также «Русал» совместно с Минздравом России провел вакцинацию против вируса Эбола в Гвинейской Республике. 2 тысячи человек получили российские вакцины «ГамЭвак Комби» в рамках пострегистрационных исследований, которые проходят на базе научного клинико-диагностического центра эпидемиологии и микробиологии.

## Происшествия
В 2000-х годах шахты СУАЛа получили прозвище «конвейера смерти». На шахтах Североуральского бокситного рудника, принадлежащих компании «Русал», в июле 2017 года погибло двое шахтёров. А в декабре 2016 года на шахте «Кальинская» погиб один из сварщиков. На предприятии «СУАЛ-Кремний-Урал» в Каменске-Уральском в том же декабре 2016 года на двоих рабочих вылился раскаленный кремний, а на другого рабочего произошло обрушения груза.
В 2023 году холдинг Sual Partners подал иск, связанный с убытками по сделкам хеджирования, к совету директоров UC Rusal на 74 млрд руб.

## Научная и образовательная деятельность

### Институт легких материалов и технологий
«Русал» и НИТУ «МИСиС» создали «Институт легких материалов и технологий», который является площадкой для совместного выполнения партнерами и членами Алюминиевой ассоциации научно-исследовательских и опытно-конструкторских работ (НИОКР) по развитию технологий. Основные направления деятельности института будут сфокусированы на создании новых материалов для высокотехнологичных отраслей (авиастроение, кораблестроение, автомобильная промышленность), разработке аддитивных технологий и металломатричных алюминиевых композитов, а также источников тока на основе алюминия (алюминий-ионные аккумуляторы).

### Сотрудничество с вузами
В начале 2017 года «Русал» запустил программу «Новое поколение», направленную на привлечение молодых сотрудников — как рабочих, так и специалистов. С момента начала стажировку прошли более 220 человек, и более 75 % из них стали сотрудниками алюминиевого холдинга.
"РУСАЛ" ищет организаторов для масштабного спортивного фестиваля в трех городах 

## Награды и премии
В 2016 году «Русалу» присвоили звание «Лидер алюминиевой промышленности» на международном конкурсе Platts Global Metals Award. Наградой были отмечены снижение компанией себестоимости производства, соблюдение производственной дисциплины и жёсткий контроль за издержками в период, когда рыночная конъюнктура складывалась не лучшим образом.
По версии Headhunter «Русал» входит в число ТОП-50 самых привлекательных работодателей России (2018).
В 2018 году «Русал» стал одним из победителей премии BDO ESG в Гонконге за лучшие практики и стандарты работы и отчетности в области защиты окружающей среды, социального обеспечения и управления.
По итогам 2018 года «Русал» вошёл в рейтинг 100 лучших компаний в области устойчивого развития Vigeo Eiris Best Emerging Markets performers. При этом по состоянию на декабрь 2018 года в рейтинг топ-100 вошли только три компании из России, включая «Русал».

## Членство в организациях
- Программа Aluminium Stewardship Initiative
- Международный институт алюминия
- Коалиция лидеров по введению платы за углеродные выбросы (CPLC)
- Партнёрство «Проект углеродной отчётности»
- Глобальный договор ООН
- Программа развития ООН
- Международная торговая палаты
- Алюминиевая ассоциация России
- Российское партнёрство за сохранение климата

## Экология
В ноябре 2020 года глава Росприроднадзора Светлана Радионова по результатам проверки на Красноярском алюминиевом заводе обвинила «Русал» в «безответственном отношении» к работе, экологии и людям. Она подчеркнула, что компания «использует какую-то собственную методику» для определения нормы вредных выбросов, а для обнаруженного в пробах бензола «допустимые нормативы выбросов вообще не установлены».

### Программа высадки лесов
В 2019 году «Русал» начал акцию по восстановлению лесного фонда России и авиалесоохране. В рамках акции посадили 500 тысяч деревьев на территории Красноярского края..